# Kohlsberg
Kohlsberg ist ein aus einer Hofschaft hervorgegangener Ortsteil der bergischen Großstadt Solingen.

## Lage und Beschreibung
Kohlsberg befindet sich abseits städtischer Bebauung im westlichen Bereich des Stadtbezirks Burg/Höhscheid und gehört zum dortigen Stadtteil Höhscheid. Der Ort befindet sich am Rande eines Höhenzugs zwischen dem Höhscheider Bach im Norden, dem Weinsberger Bach im Süden und dem Nacker Bach im Westen, die jeweils bewaldete Bachtäler bilden. Der Ort besteht aus zwei getrennten Wohnplätzen, die von landwirtschaftlichen Flächen umgeben sind: Die ursprüngliche Keimzelle des Ortes am Talhang zum Nacker Bach sowie die sogenannte Kohlsberger Höhe mit modernen Wohnhäusern, katholischer Kirche und Friedhof. Im ursprünglichen Hofschaftskern, an den beiden Stichstraßen mit dem Namen Kohlsberg, sind einige historische Fachwerk- und Schieferhäuser erhalten, von denen mehrere unter Denkmalschutz stehen.
Die Kohlsberger Höhe ist über die als Höhenrückenstraße ausgebildete Straße Irler Hof bzw. im weiteren Verlauf Bergerstraße genannte Straße mit Höhscheid und Solingen-Mitte verbunden. Über diese Straße verläuft auch die Dieselbuslinie 699 der Stadtwerke Solingen, die den Ort mit der Solinger Innenstadt verbindet. Eine weitere Anbindung besteht über die steile Kohlsberger Straße, die im Westen an die Kreisstraße 1 angebunden ist, die Leichlinger Straße. Dort ist auch eine Bushaltestelle (Kohlsberg Abzweig) des VRS-Schnellbus 25 eingerichtet, der von der Wupsi betrieben wird.
Benachbarte Orte sind bzw. waren (von Nord nach West): Brachen, Brücke, Schirpenberg, Neuenhaus, Steigerhäuschen, Untenhöhscheid, Irler Hof, Strupsmühle, Lache, Vormeiswinkel, Wipperbanden, Wippe, Höhmannsberg, Schirpenbruch, Holzhof, Gillicher Dahl, Hensberg und Steinendorf.

## Etymologie
Der Ortsname ist abgeleitet von dem Familiennamen Kohl, konkret war ein Peter Kohl für die Namensgebung verantwortlich.

## Geschichte
Kohlsberg ist seit dem späten 15. Jahrhundert nachweisbar, der Ort wird erstmals im Zehntverzeichnis der Abtei Altenberg von 1488 als Aleffzberg (Adolfsberg) erwähnt.:1f. Die Ortsbezeichnung Kohlsberg ist seit dem 18. Jahrhundert gebräuchlich.
In dem Kartenwerk Topographia Ducatus Montani, Blatt Amt Solingen, von Erich Philipp Ploennies aus dem Jahre 1715 ist der Ort mit einer Hofstelle verzeichnet und als Kuhlsberg benannt. Die Topographische Aufnahme der Rheinlande von 1824 verzeichnet den Ort als Kohlsberg und die Preußische Uraufnahme von 1844 als Kohlsberg. In der Topographischen Karte des Regierungsbezirks Düsseldorf von 1871 ist der Ort ebenfalls als Kohlsberg verzeichnet.
Kohlsberg wurde in den Ortsregistern der Honschaft Höhscheid innerhalb des Amtes Solingen geführt. Nach Gründung der Mairien und späteren Bürgermeistereien 1808 gehörte der Ort zur Bürgermeisterei Höhscheid, die 1856 zur Stadt erhoben wurde, und lag dort in der Flur VII. Höhe.

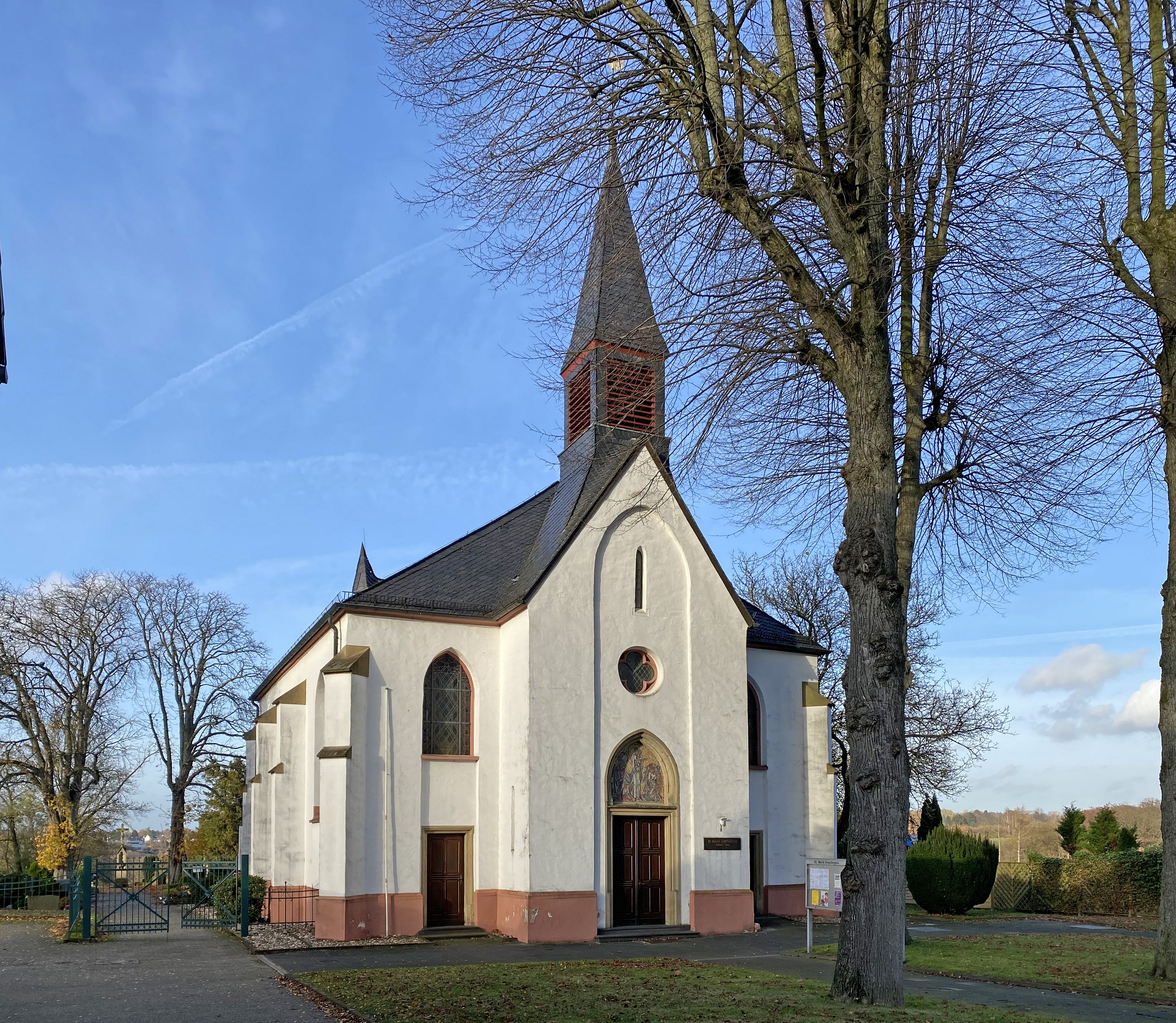
Kirche St. Mariä Empfängnis

Im Jahre 1865 wurde auf freiem Feld an der Kohlsberger Höhe eine katholische Kirche errichtet, die heutige Pfarrkirche St. Mariä Empfängnis. Die Kirche wurde im neugotischen Stil nach Plänen von Vincenz Statz erbaut. Zeitgleich mit der Kirche wurde auch ein katholischer Friedhof angelegt. Kurz nach Fertigstellung der Kirche ließ die Stadt Höhscheid an der Kohlsberger Höhe für die evangelische Schule Kohlsberg ein Schulgebäude errichten (heute Höhmannsberg 43). Die Einweihung erfolgte im Jahre 1871, die Schule wurde 1921 wieder geschlossen. Durch ein Ausflugslokal an der Kohlsberger Höhe avancierte der Ort um die Wende zum 20. Jahrhundert auch zu einem beliebten Ausflugsziel.
Mit der Städtevereinigung zu Groß-Solingen im Jahre 1929 wurde Kohlsberg in die neue Großstadt Solingen eingemeindet. Ab den 1950er Jahren wurde an der Kohlsberger Höhe ein Baugebiet ausgewiesen, das eine rege Bautätigkeit zur Folge hatte. Der Siedlungsschwerpunkt des Ortes verlagerte sich so vom einstigen Hofschaftskern auf die Kohlsberger Höhe.
Mehrere historische Gebäude im Ort, nämlich die Objekte Kohlsberg 3, 3a (oben abgebildet), 21, 23, 25 sowie Kohlsberger Straße 4 (kath. Kirche) und 45 wurden in die Denkmalliste der Stadt Solingen eingetragen.